# انگوری (سرباز)
انگوری روستایی در دهستان سرکور بخش مرکزی شهرستان سرباز استان سیستان و بلوچستان ایران است.

## جمعیت
بر پایه سرشماری عمومی نفوس و مسکن در سال 1400 جمعیت این روستا 987نفر (.  بیش از 300خانوار) بوده‌است.